# Гридин, Дмитрий Леонидович
Дми́трий Леони́дович Гри́дин (род. 4 марта 1968, Магнитогорск, Челябинская область, РСФСР, СССР) — советский серийный убийца, убивший в Магнитогорске с июля по сентябрь 1989 года трёх девушек.

## Биография

### Жизнь до убийств
О ранней биографии Дмитрия Гридина известно немного. Родился 4 марта 1968 года в очень уважаемой в городе семье. Его отец был начальником цеха Магнитогорского металлургического комбината. Гридин был студентом Магнитогорского горно-металлургического института, был женат и имел полугодовалую дочь. Подрабатывал охранником в детском саду. Там же взял верёвку, которой душил своих жертв.

### Серия убийств
Первое убийство Гридин совершил 31 июля 1989 года, убив 16-летнюю Жанну Теренчук в подъезде её дома номер 143 на проспекте Карла Маркса на девятом этаже. Тело было найдено полностью обнажённым. Спустя месяц Гридин совершил убийство студентки педагогического института Танзили Усмановой, задушив её верёвкой. Тело девушки было обнаружено одним из жителей Магнитогорска рядом с голубятней. Вскоре после этого произошло третье нападение на Ирину Сорокину. Преступник зашёл вслед за девушкой в лифт и начал её душить. Когда девушка начала оказывать Гридину сопротивление, он вытащил её на крышу дома и нанёс три удара ножом, но девушка чудом осталась жива и была отправлена в одну из больниц Магнитогорска. После того, как девушка пришла в себя, сотрудники милиции допросили её, но девушка не смогла почти ничего объяснить. После этого случая милиция объединила все убийства в одно дело и начала расследование. Следствие проверяло бывших заключённых, когда-либо сидевших за изнасилование, и в общей сложности было проверено более 150 000 человек. В какой-то момент один из опрашиваемых по фамилии Топчеев дал признательные показания, заявив, что он есть тот самый «Лифтёр», насиловавший девушек, но вскоре стало известно, что Топчеев психически нездоров, так как подробности преступлений он описывал сбивчиво и не мог объяснить некоторые детали. Топчеев был направлен в психиатрическую клинику на принудительное лечение, а в городе произошло новое нападение. На этот раз жертвой маньяка стала Елена Некрасова. Когда маньяк зашёл за ней в лифт и стал её душить, она несколько раз ударила его по голове сумкой, которая была у неё в руках. После того, как двери лифта открылись на одном из этажей, девушка выбежала и начала звонить во все квартиры. Маньяк испугался и бросился бежать. На этот раз девушка смогла описать нападавшего. По её словам милицией был составлен фоторобот преступника и ему было дано прозвище «Маньяк по кличке «Лифтёр», под которым он фигурировал во время всего расследования. 
Магнитогорск был взбудоражен происходящими событиями. Жители устраивали митинги и требовали от милиции в кратчайшие сроки поймать убийцу. Были организованы дружинные бригады, круглосуточно патрулирующие улицы и дежурящие в подъездах, но несмотря на это Гридин совершил очередное нападение. Жертвой стала старшеклассница Людмила Позднякова, которая вышла в магазин и не вернулась. На месте убийства Гридин оставил отпечаток пальца, по которому стало ясно, что насильник ранее судим не был.

### Арест, следствие и суд
Жители города были буквально в ярости от бессилия милиции. Дружинники дежурили почти в каждом подъезде, но это не помешало маньяку 25 ноября 1989 года совершить очередное и последнее нападение. Жертвой стала Любовь Зыкина, но после того, как она оказала маньяку серьёзное сопротивление (по словам девушки она с детства занималась спортом), тот в страхе бросился бежать, обронив свои шапку и очки. Началась операция «перехват». Милиция остановила движение транспорта и перекрыла всю проезжую часть. Сотрудники уголовного розыска проходили по салонам автобусов и трамваев, внимательно вглядываясь в лицо каждого человека. На улице было −20 °C мороза, и в одном из трамваев обратили внимание на парня с непокрытой головой, у которого при аресте был изъят нож. Оставшиеся в живых потерпевшие и свидетели опознали в арестованном маньяка.
Первоначально Гридин давал признательные показания, подробно описывая каждое преступление, но затем отказался от них. На допросах Гридин говорил следователям, что «ему очень понравилось обнимать молодых девушек, так как жена никогда его так не обнимала».
Дело Дмитрия Гридина вызвало широкий резонанс в обществе. Народ требовал самосуда и публичной казни убийцы. Суд начался осенью 1990 года и сопровождался народным волнением: люди потребовали вынести преступнику самый суровый приговор. Суд подвергался давлению со стороны граждан.
3 октября 1990 года Челябинский областной суд приговорил Дмитрия Гридина к смертной казни; однако 2 декабря 1993 года смертная казнь была заменена пожизненным лишением свободы.

### В заключении
Был отправлен отбывать наказание в колонию ИК-5 («Вологодский пятак») в Вологодской области.
В 2000 году Гридин обратился в Комитет по правам человека при ООН, который признал, что в его деле были допущены нарушения. Однако российское руководство отказалось освобождать Гридина, мотивируя это тем, что после его ареста убийства и нападения на женщин прекратились.
В 2013 году съёмочная группа навестила Дмитрия Гридина в колонии в Вологодской области. В интервью он заявил о намерении подать на условно-досрочное освобождение в 2014 году по истечении 25 лет после ареста.
В 2014 году попытался оспорить Указ Президента РФ об отказе в помиловании, однако в принятии заявления было отказано. Гридин оспаривал отказ, но Верховный Суд Российской Федерации определение суда оставил без изменения. В том же году Дмитрий Гридин по истечении 25 лет заключения подал ходатайство об УДО, но Белозерский районный суд вынес постановление об отказе в условно-досрочном освобождении. Летом 2017 года Гридин во второй раз подал ходатайство об УДО, но Белозерский райсуд вновь ему отказал, после чего Гридин подавал на решение суда апелляцию в Вологодский областной суд, но апелляция и там была отклонена.
В конце 2020 года 52-летний Дмитрий Гридин в третий раз подал ходатайство о досрочном освобождении. В своём прошении преступник настаивал на освобождении на основании того, что отбыл 31 год лишения свободы, не допуская злостных нарушений режима отбывания наказания. В ходатайстве он также отметил, что во время расследования, находясь под давлением следствия, оговорил себя и признал свою вину в совершённых убийствах, но впоследствии отказался от своих показаний. Кроме того, Гридин отметил, что в случае освобождения его мать и отец предоставят ему жильё. Однако Белозёрский районный суд установил, что за время отбывания наказания осуждённый допустил 24 нарушения режима содержания. Таким образом, постановлением суда от 25 февраля 2021 года Дмитрию Гридину было отказано в удовлетворении ходатайства об условно-досрочном освобождении.
За всё время, проведённое в местах лишения свободы, свою вину Гридин так и не признал.

## В массовой культуре
- Документальный фильм «Лифтёр» из цикла «Следствие вели» (2013)
- Документальный фильм «Последний маньяк СССР» из цикла «Легенды советского сыска» (2014)
- Художественный фильм «Лифтёр. Покаяние» (2021)